# Кошта Нунеш, Жозе да
Жозе да Кошта Нунеш (порт. José da Costa Nunes; 15 марта 1880, Канделария, Азорские острова, Португалия — 29 ноября 1976, Рим, Италия) — португальский кардинал. Епископ Макао с 16 декабря 1920 по 11 декабря 1940. Архиепископ Гоа и Дамана, с титулом патриарха Восточных Индий с 11 декабря 1940 по 16 декабря 1953. Титулярный архиепископ Одессы, с титулом патриарха ad personam с 16 декабря 1953. Вице-камерленго Святой Римской Церкви с 16 декабря 1953 по 19 марта 1962. Кардинал-священник с 19 марта 1962, с титулом церкви Санта-Приска с 22 марта 1962.
Кавалер Большого креста ордена Колониальной империи (6 сентября 1946), Большого креста Военного ордена Христа (29 августа 1953), Большого креста Ордена Инфанта дона Энрике (23 июня 1962).